# Frank Ostrowski
Frank Ostrowski (* 1960 oder 1961; † 2011) war ein deutscher Programmierer. Bekannt wurde er durch die von ihm entwickelten BASIC-Interpreter Turbo-BASIC XL für die Atari-400/800/XL/XE-Reihe und GFA-BASIC für den Atari ST.

## Leben und Wirken
Ostrowski entwickelte Turbo-BASIC XL während einer dreijährigen Arbeitslosigkeit im Anschluss an seinen Wehrdienst. Es zeichnete sich gegenüber dem eingebauten Atari BASIC insbesondere durch seine höhere Geschwindigkeit aus. Er reichte es 1985 bei der Computerzeitschrift Happy Computer ein, die es als Listing des Monats und mit einem Preisgeld auszeichnete.
Daraufhin wurde die Firma Integral Hydraulik, die später unter dem Namen GFA Systemtechnik bekannt war, auf Ostrowski aufmerksam. Ab Februar 1986 arbeitete er dort als fest angestellter Programmierer und entwickelte das GFA-BASIC für den Atari ST, zunächst als Interpreter, dann auch als Compiler. Später wurde GFA-BASIC auch für den Amiga, MS-DOS, MS-Windows und Unix umgesetzt. Die 32-Bit-Version dieses BASICs für Windows wurde zwischenzeitlich von dem aus dieser Firma ausgegliederten Zweig GFA Software-Technologies weiterentwickelt.
Ostrowski verfasste Zeitschriftenartikel und Bücher über die von ihm entwickelten BASIC-Produkte.
Frank Ostrowski starb 2011 im Alter von 50 Jahren nach einer schweren Krankheit.

## Schriften
- Frank Ostrowski: So funktioniert der Turbo-Basic-Compiler (PDF; 431 kB) Happy Computer 1. Atari Sonderheft (München: Markt & Technik Verlag, 1985), S. 25–28.
- Frank Ostrowski: Basic, schnell wie der Wind – mit dem Turbo-Basic XL-Interpreter (PDF; 1,9 MB). Happy Computer 1. Atari Sonderheft (München: Markt & Technik Verlag, 1985), S. 34–47.
- Frank Ostrowski: Schnell, schneller, Turbo-Basic XL aus dem Compiler (PDF; 1,8 MB) Happy Computer 1. Atari Sonderheft (München: Markt & Technik Verlag, 1985), S. 48–60.